# Brenthis andersoni
Brenthis andersoni är en fjärilsart som beskrevs av Dyar 1904. Brenthis andersoni ingår i släktet Brenthis och familjen praktfjärilar. Inga underarter finns listade i Catalogue of Life.